# Ramsjöholm

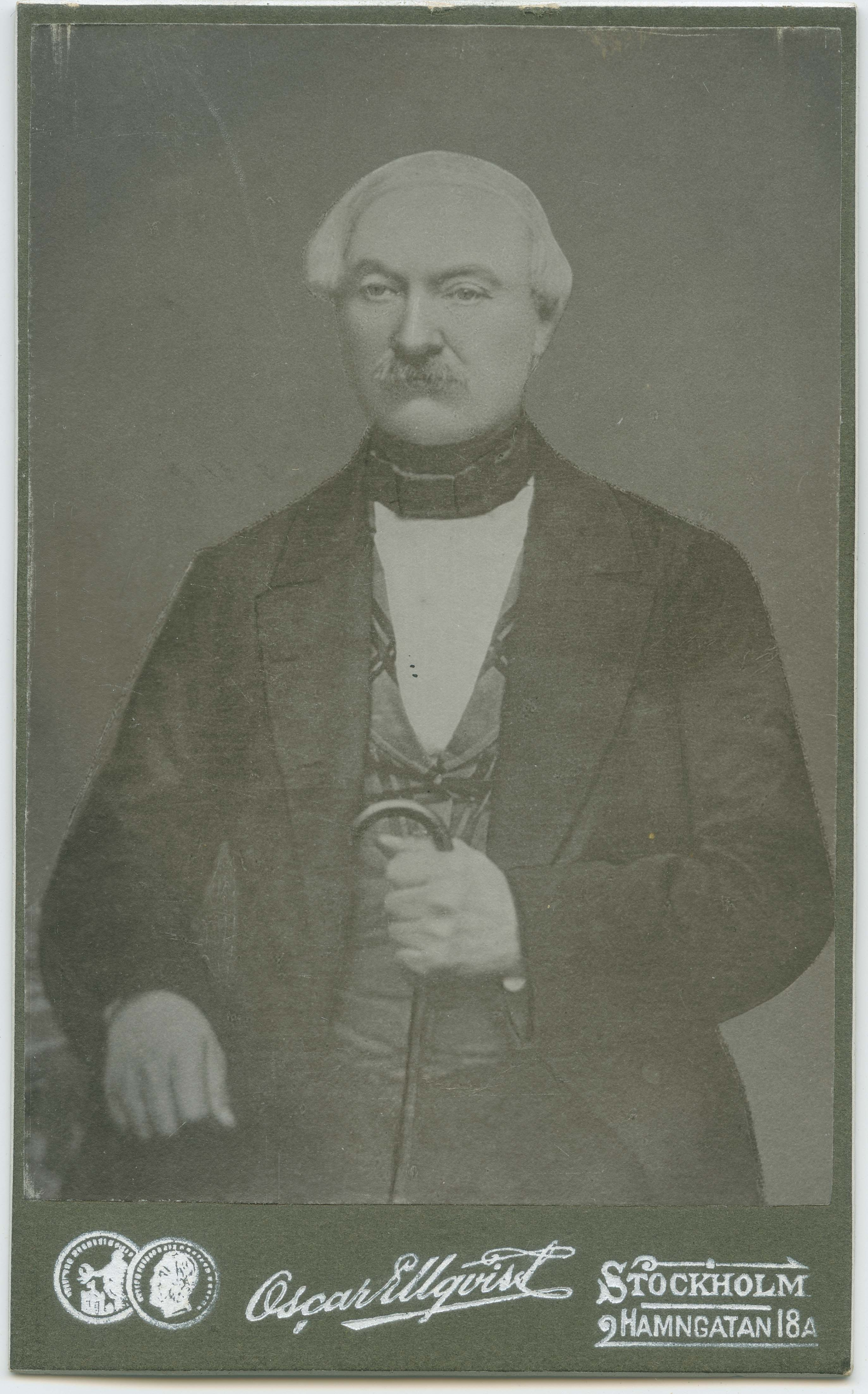
Löjtnant Carl Engström ägde, och dog på, Ramsjöholm.

Ramsjöholm är en gård och mindre samhälle vid Ramsjöns södra ände i Svarttorps socken. Gårdens huvudbyggnad är byggd i reveterat trä vid 1700-talets slut. Till gården har egen kvarn, såg, mejeri och frörenseri hört. 
Första belagda referensen till namnet är från 1300-talet då en väpnare, Nisse Knutsson, bebodde gården. I samband med reformationen hamnade gården under Vadstena kloster och blev således kronogård. 1628 hamnade den återigen i privat ägo, då den donerades till Lars Kagg. I samband med donationen fick gården namnet Ramsjöholm.
Jämte Lars Kagg har bland annat landshövdingarna Erik Oxenstierna och Erik Gammal Ehrenkrona ägt godset. Under familjen Adlerberth drevs den som fideikommiss, bland annat i skalden Gudmund Jöran Adlerbeths ägo. Det var sannolikt Gudmund Jöran Adlerberth som uppförde corps-de-logiet.
Per Rösiö hyrde 1893–1898 gården och inrättade där den privata Nordiska lantbruksskolan. Skolan flyttades 1898 till Hagaberg söder om Jönköping.